# Guercioja populi
Guercioja populi är en insektsart. Guercioja populi ingår i släktet Guercioja och familjen dvärgbladlöss. Inga underarter finns listade i Catalogue of Life.